# 4-Hydroxybenzoesäurebutylester
4-Hydroxybenzoesäurebutylester ist der Butylester der aromatischen Carbonsäure 4-Hydroxybenzoesäure und gehört zu den Parabenen.

## Herstellung
Die Synthese der Verbindung erfolgt durch eine Veresterung von 4-Hydroxybenzoesäure mit n-Butanol. Eine weitere Variante ist die Umesterung von Methylparaben mit n-Butanol.

## Eigenschaften
4-Hydroxybenzoesäurebutylester ist eine farblose kristalline Substanz. Der Schmelzpunkt liegt bei 68,6 °C mit einer Schmelzenthalpie von 137,2 J·g−1. Die Verbindung kristallisiert in einem monoklinen Kristallgitter mit der Raumgruppe C2/c (Raumgruppen-Nr. 15). Die Dampfdruckfunktion ergibt sich nach August entsprechend ln(P) = −A/T+B (P in Pa, T in K) mit A = 37,1 ±0,2 und B = 13042 ±100 im Temperaturbereich von 47 °C bis 60 °C. Aus der Dampfdruckfunktion lässt sich eine molare Sublimationsenthalpie von 108,4 kJ·mol−1 ableiten. Die Löslichkeit ist in Wasser gering, in organischen Lösungsmitteln eher sehr gut.
| Löslichkeit in verschiedenen Lösungsmitteln (bei 25 °C, in g/100 g Lösungsmittel)[4] |        |                |          |         |                |        |              |           |
| Lösungsmittel                                                                        | Wasser | Wasser (80 °C) | Methanol | Ethanol | Propylenglycol | Aceton | Diethylether | Erdnussöl |
| Löslichkeit                                                                          | 0,02   | 0,15           | 220      | 210     | 110            | 240    | 150          | 5,0       |
Der 4-Hydroxybenzoesäurebutylester bildet mit anderen 4-Hydroxybenzoesäureestern eutektisch schmelzende Mischungen.
| Eutektika bei Mischungen von 4-Hydroxybenzoesäureestern[3] |               |              |               |
|                                                            | Methylparaben | Ethylparaben | Propylparaben |
| Molanteil Butylparaben                                     | 0,22          | 0,76         | 0,67          |
| Eutektischer Schmelzpunkt                                  | 59,8 °C       | 58,3 °C      | 54,6 °C       |

## Verwendung
Wie alle Parabene kann die Verbindung als Konservierungsmittel in Lebensmitteln sowie pharmazeutischen und kosmetischen Produkten verwendet werden.